# James Joyce Tower and Museum
James Joyce Tower and Museum – muzeum biograficzne w Dublinie (Irlandia), umiejscowione w dawnej wieży Martello, w której James Joyce spędził kilka dni w 1904 roku i w której rozgrywają się pierwsze sceny jego najsłynniejszej powieści Ulisses.

## Wieża
Wieża Martello w Sandycove została zbudowana w latach 1804–1806, w pierwszej fazie wznoszenia fortyfikacji tego typu w Irlandii, jako jedna z 26 wież wokół Dublina. Była to wieża mniejszego typu, okrągła, o średnicy 11,6 m (38 stóp) i wysokości 7,3 m (24 stóp). Uzbrojona była w jedną armatę osiemnastofuntową i wyposażona w piec do podgrzewania kul armatnich. Podobnie jak inne tego typu budowle na południe od miasta, wzniesiona była z ciętego granitu, z magazynem w przyziemiu i dwoma piętrami mieszkalno-magazynowymi, z wejściem na poziomie pierwszego piętra, bronionym przez machikuły. Według raportu z 1861 wieża i przyległa do niej bateria miały pomieszczenia mieszkaniowe dla łącznie 36 żołnierzy.
W 1904 roku wieżę wydzierżawił Oliver St. John Gogarty za 12 funtów rocznie, planując ustanowić w niej kolonię pisarzy. Joyce zamieszkał w wieży 9 września tego roku, w zamian za mieszkanie zobowiązując się do wykonywania prac domowych. Po pięciu dniach wyprowadził się, gdy inny współlokator, obudzony przez koszmar, w którym ścigała go czarna pantera, wystrzelił na oślep z rewolweru. Gogarty uspokoił lokatora i zabrał mu broń, lecz gdy ten znów obudził się z krzykiem, sam wystrzelił, strącając na głowę Joyce’a półkę ze ściany. Ów szybko się wyniósł, nie pakując nawet swoich rzeczy; skarżył się potem, że cały incydent mógł być zaplanowany, żeby się go pozbyć, jako że trójka już wcześniej działała sobie na nerwy.
Wieża wpisana jest do irlandzkiego rejestru zabytków pod numerem DU023-01.

## Muzeum
W wieży w Sandycove rozgrywają się początkowe sceny Ulissesa (mieszka w niej jeden z głównych bohaterów powieści, Stefan Dedalus).
Wieżę tę, w 1954 roku, kupił i odrestaurował dubliński architekt Michael Scott, który mieszkał w pobliżu. Wsparcia finansowego udzielił John Huston, który oparł swój film na opowiadaniu Joyce’a. 16 czerwca 1962 roku otwarto w niej muzeum poświęcone pisarzowi. Muzeum mieściło niewielką kolekcję pamiątek po pisarzu rozmieszczonych w odnowionym pomieszczeniu, w którym niegdyś spał Joyce. Kolekcja muzealna wzbogaciła się później dzięki darom m.in. Samuela Becketta. W 1965 stowarzyszenie, które prowadziło muzeum, nie było w stanie podołać obciążeniom finansowym i muzeum odkupiła Irish Tourist Board, która przekazała je w zarządzanie Eastern Regional Tourist Organization. 150-letnia wieża była jednak coraz bardziej zawilgocona, co zagrażało zbiorom; po remoncie muzeum zostało ponownie otwarte w 1972 roku. Kolejny, bardziej całościowy remont miał miejsce w 1978 roku, kiedy też zbudowano dodatkową salę wystawową, gdzie (oraz w dawnym magazynie na parterze) umieszczono większość ekspozycji, mieszkalny pokój na piętrze przeznaczając na spotkania i wykłady. Rosnąca popularność muzeum i wielkość zbiorów rodziła problemy, więc w 1991, dzięki funduszom uzyskanym z Unii Europejskiej, przeprowadzono kolejny remont, zmieniając równocześnie charakter placówki na ściśle biograficzny. Eksponaty niezwiązane bezpośrednio z życiem pisarza zostały wypożyczone nowemu Dublin Writers Museum, a pozostałe zorganizowane w chronologicznym porządku. Pokój na piętrze przywrócono do stanu, w jakim znajdował się za czasów Joyce’a.

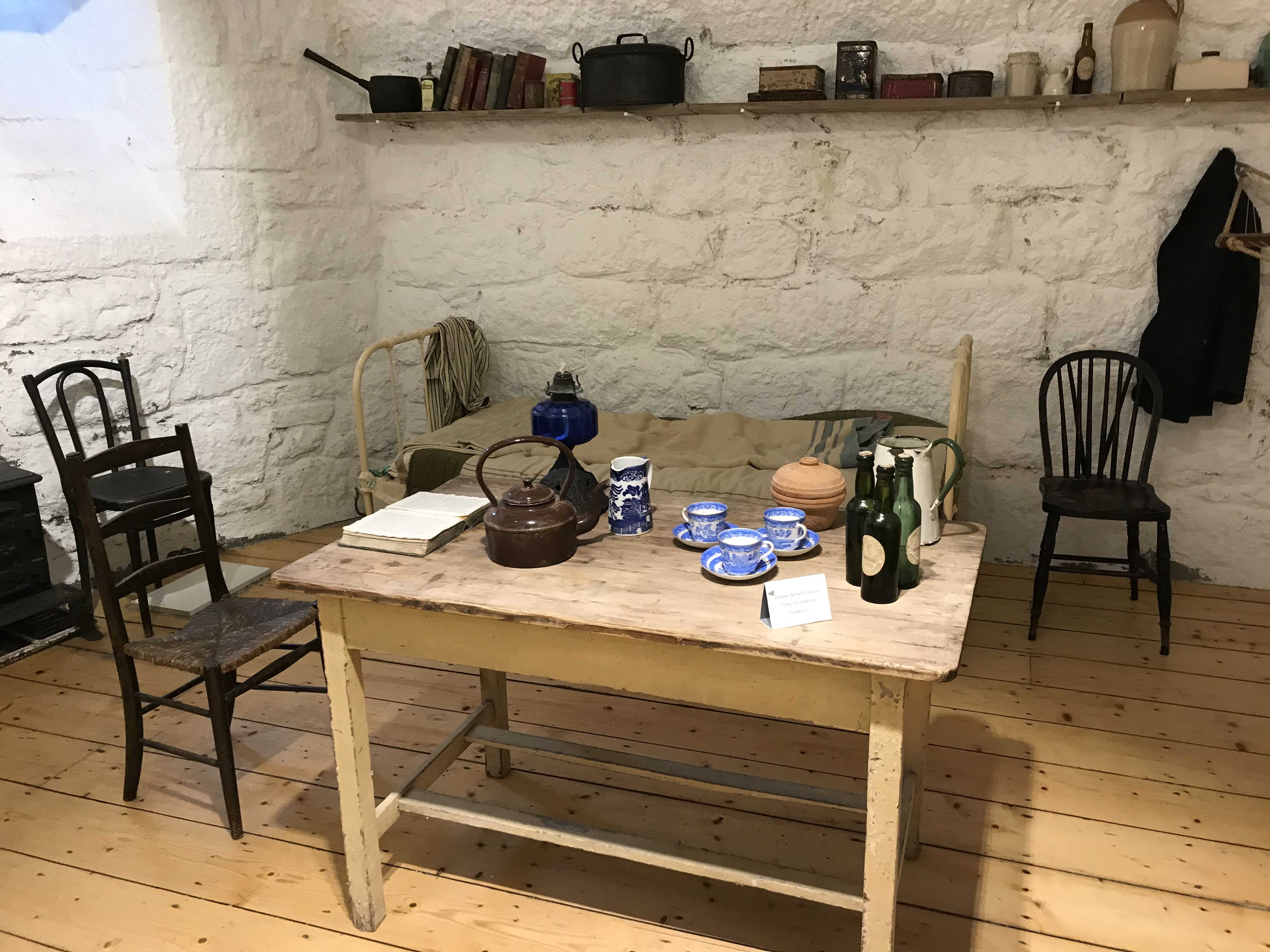
Pokój mieszkalny w wieży
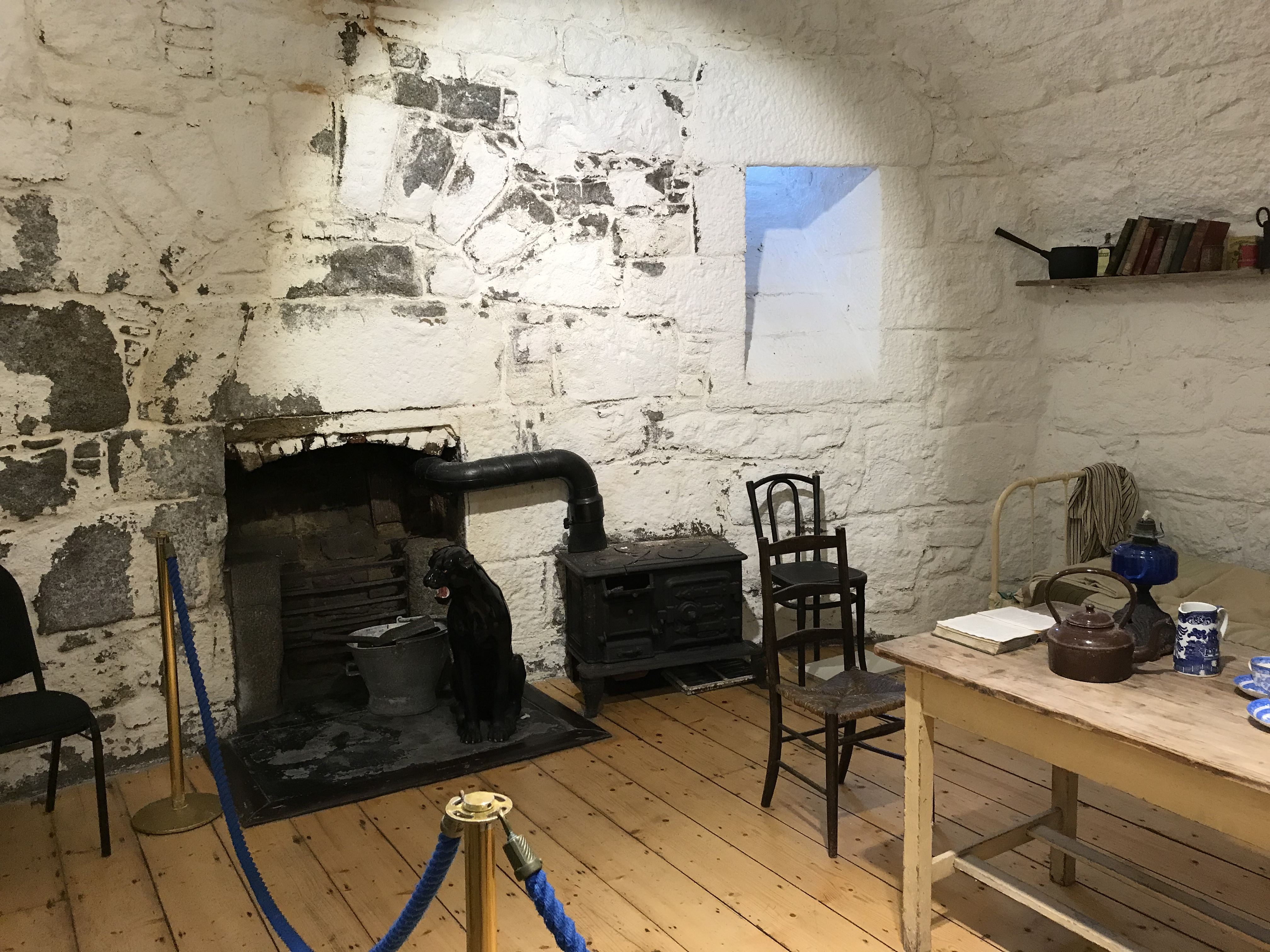
Przy piecyku figurka czarnej pantery – wspomnienie pamiętnego snu
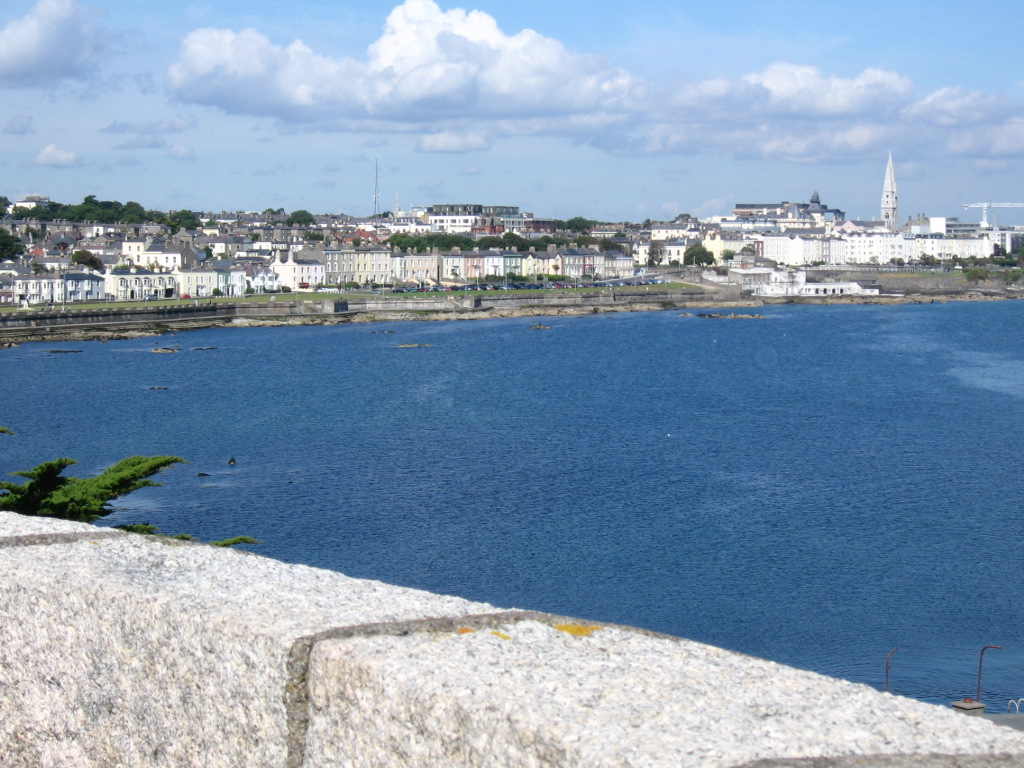
Widok z wieży